# کگتی (شهرستان چوی)
کگتی (به لاتین: Kegeti) یک منطقهٔ مسکونی در قرقیزستان است که در شهرستان چوی واقع شده‌است. کگتی ۲٬۷۰۲ نفر جمعیت دارد و ۱٬۲۳۳ متر بالاتر از سطح دریا واقع شده‌است.